# Route départementale 20 (Hautes-Pyrénées)
Pour les articles homonymes, voir Route départementale 20.
La route départementale 20, ou RD 20, est une route départementale des Hautes-Pyrénées reliant Cieutat à Aubarède.

## Descriptif

### Longueur
L'itinéraire présente une longueur de 21,32 km.

### Nombre de voies
La RD 20 est sur la totalité de son tracé bidirectionnelle à deux voies.

### Tracé
La RD 20 traverse le département du sud-ouest eau nord-est à partir de Cieutat depuis la route départementale D 938 et rejoint le village d'Aubarède.
Elle coupe la A64 au niveau d’Ozon et la D 817 à Tournay.
Elle est entièrement dans le Pays des Coteaux en Arroustang.

## Communes traversées
- Cieutat
- Ozon
- Tournay
- Peyraube
- Moulédous
- Bordes
- Clarac
- Goudon
- Thuy
- Aubarède

## Gestion, entretien et exploitation

### Organisation territoriale
En 2021, les services routiers départementaux sont organisés en cinq agences techniques départementales et 25 centres d'exploitation qui ont pour responsabilité l’entretien et l’exploitation des routes départementales de leur territoire. 
La RD 20 dépend de l'agence des Pays des Coteaux et des centres d'exploitations de Bourg-de-Bigorre et de Tournay.

### Exploitation
En saison hivernale, le département publie une carte des conditions de circulation (C1 circulation normale, C2 délicate, C3 difficile, C4 impossible).

## Galerie

Sélection de vues des villages traversés.
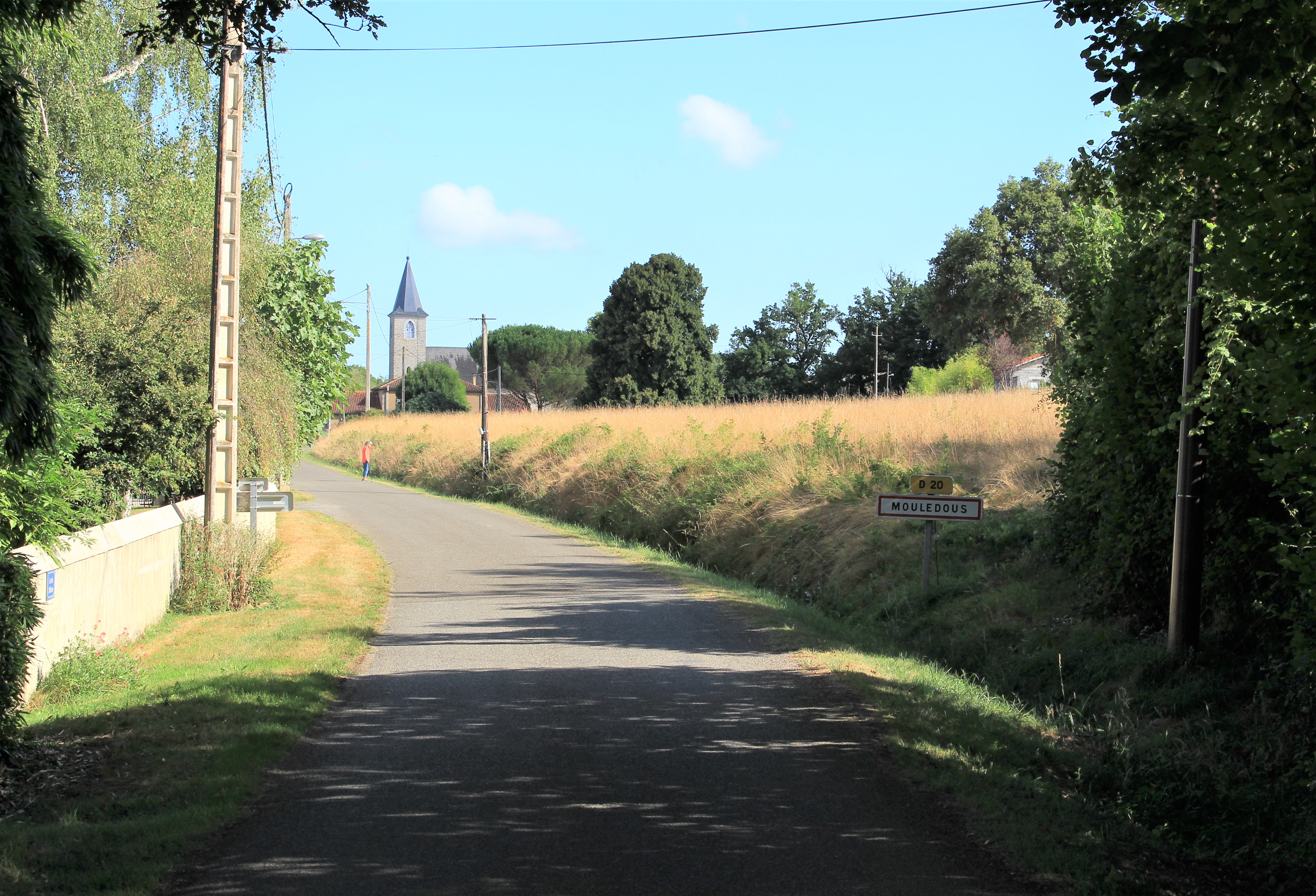
Entrée Sud de Moulédous.
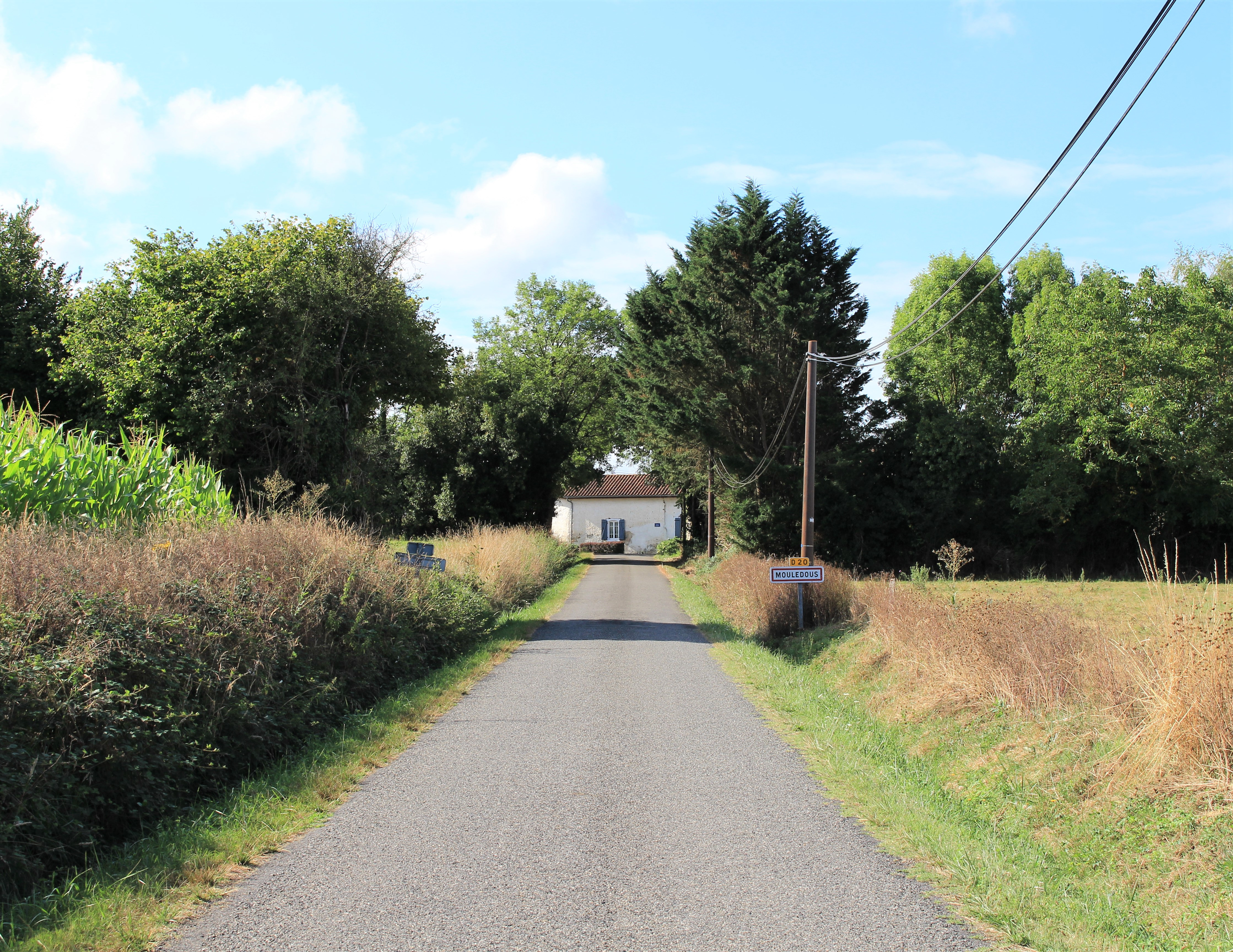
Entrée Nord-Ouest de Moulédous.
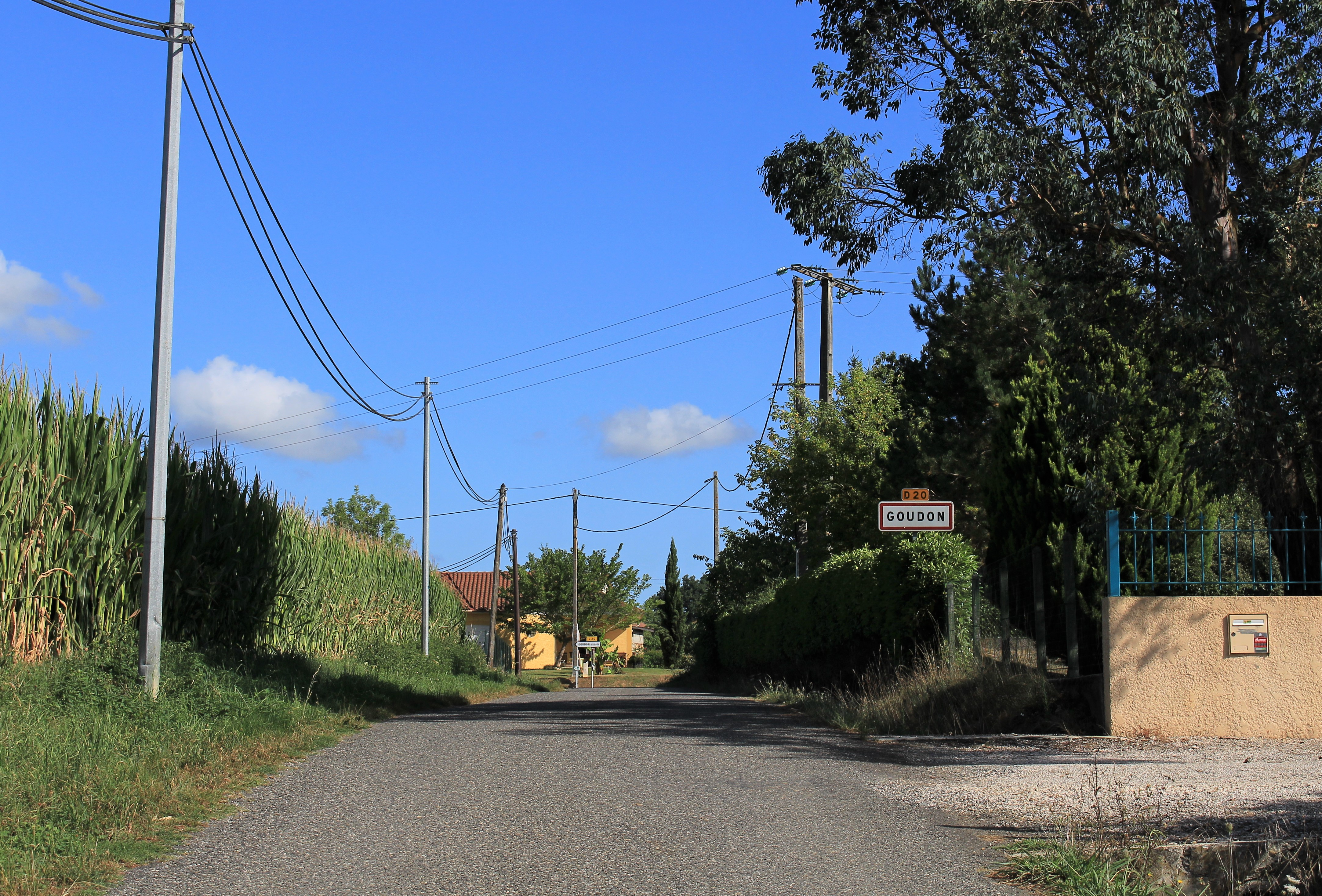
Entrée Sud de Goudon.